# Engyprosopon longipterum
Engyprosopon longipterum és un peix teleosti de la família dels bòtids i de l'ordre dels pleuronectiformes.

## Morfologia
Pot arribar als 8,6 cm de llargària total.

## Distribució geogràfica
Es troba a les costes del Mar del Corall.